# Батюшков, Лев Павлович
Лев Павлович Батюшков (30 июля 1811 — 1878) — генерал-лейтенант Русской императорской армии.

## Биография
Происходил из старинного дворянского рода, сын сенатора Павла Львовича Батюшкова (1765—1848). Родился в Петербурге, крещен 5 сентября 1811 года в церкви Св. Двенадцати апостолов при Главном управлении почт и телеграфов при восприемстве барона П. А. Черкасова и бабушки Е. А. Пальменбах. 
По окончании курса в школе гвардейских подпрапорщиков, в 1829 году был определён на службу в Преображенский лейб-гвардии полк, откуда пять лет спустя был направлен в Императорскую военную академию. В 1837 году поручиком был переведен в генеральный штаб Российской империи, с определением в департаменте последнего; в 1844 году назначен здесь же начальником 2-го (военно-ученого) отделения, в каковой должности оставался около 20 лет.
В 1859 году был произведен в генерал-майоры и в 1863 году, с отчислением от должности начальника отделения, был назначен состоять при вновь организованном главном управлении генерального штаба для особых поручений и ученых занятий. 
Впоследствии Л. П. Батюшков состоял членом военно-ученого комитета главного штаба, членом комитета по перевозке войск и председателем особой комиссии по распределению пособий. 
В 1868 году он получил чин генерал-лейтенанта, а в 1874 году — Орден Святого Владимира 2-й степени.
Лев Павлович Батюшков умер 30 марта 1878 года.

## Семья
- Дочь: София Львовна Батюшкова (1861—1918[3])